# دیوید تامسون (تاریخ‌دان)
دیوید تامسون (به انگلیسی: David Thomson) (متولد ۱۹۱۲- درگذشت ۱۹۷۰) مورخ انگلیسی و نویسنده چندین کتاب دربارهٔ تاریخ بریتانیا و اروپا بود. او پژوهشگر کالج سیدنی سوسیسک دانشگاه کمبریج از سال ۱۹۳۱ تا ۱۹۳۴ بود و در آنجا در هر دو بخش Historical Tripos مفتخر به شاگرد اولی شد. او همکاری طولانی با کالج داشت و به دنبال آن محقق مدعو و در نهایت استاد آنجا شد. او به عنوان مدرس تاریخ و استاد مدعو در دانشگاه کلمبیا کار می‌کرد. آثار شامل «اروپا از زمان ناپلئون (لانگزمن، ۱۹۵۷)»، «تاریخ جهان از ۱۹۱۴ تا ۱۹۶۱ (۱۹۶۳)»، «دموکراسی در فرانسه از سال ۱۸۷۰ (۱۹۶۴)» و دو جلد از تاریخ پلیکان انگلستان که قرن‌های نوزدهم و بیستم میلادی را پوشش می‌داد است.

## آثار
- Personality and politics
- The Democratic ideal in France and England
- England in the 19th Century 1815-1914 (1951) online
- Personality and politics
- The Democratic ideal in France and England
- England in the 19th Century 1815-1914 (1951)
- Europe Since Napoleon (Longmans, 1957)